# Klerenmot
De klerenmot of kleermot (Tineola bisselliella) is een nachtvlinder uit de familie Tineidae, de echte motten.

## Kenmerken
De spanwijdte van de vleugels bedraagt 11 tot 15 millimeter. De vlinder is lichtbruin van kleur. De rups is wittig, met een bruine kop en 7–9 mm lang.

## Leefwijze
Van nature leeft de rups van de kleermot in oude vogelnesten en holen van zoogdieren, of wespennesten. De rupsen leven ook binnenshuis en eten van verschillende soorten organische materialen zoals wol, haar, bont, leer, veren en zijde, katoen en linnen maar ook plantaardig voedsel. Het vrouwtje legt 50-90 eieren, meestal op de plaats waar ze zelf is uitgekomen. De larve maakt een beschermend buisje van zijde en vezels dat bedekt wordt met afval en uitwerpselen.

### Vliegtijd
Hij vliegt in mei tot september maar met een langer seizoen in verwarmde gebouwen. Hij kan buiten in gematigde streken niet overleven. De centrale verwarming heeft de kleermot in staat gesteld om zijn verspreidingsgebied te vergroten en tot wel vier generaties per jaar te produceren.

## Verspreiding en leefgebied
De klerenmot komt in Nederland en België niet in de vrije natuur voor, maar leeft slechts binnenshuis. Oorspronkelijk komt deze soort uit warmere streken en heeft zich rond de 18e eeuw hier gevestigd. De soort neemt om verschillende redenen steeds verder af in West-Europa.